# Arcesilao (Iliade)
Nella mitologia greca, Arcesilao fu uno dei cinque capitani che giunsero a Troia dalla Beozia con una flotta costituita da cinquanta navi. Figlio di Areilico e Teobula, viene ricordato da Omero nell'Iliade e dal poeta Igino nelle sue Fabulae.

## Il mito

### Origini
Igino menziona Arcesilao come figlio di Areilico e Teobula e dunque come fratello di Protoenore, suo compagno nell'Iliade. Suo padre era un discendente di Anfizione, sovrano di Atene e secondogenito di Deucalione e Pirra, i coniugi che Zeus risparmiò al diluvio universale.

### La guerra di Troia
Sebbene non vincolato dal giuramento di Tindaro, Arcesilao partecipò ugualmente alla guerra di Troia, unendosi alla sciagurata spedizione che si rivelò fatale per gli stessi Beoti. Nel Catalogo delle navi, al libro II dell'Iliade, la Beozia è rappresentata da una flotta di cinquanta navi, ciascuna delle quali popolata da centoventi guerrieri, al cui capo compaiono Peneleo, Leito, Clonio, Protoenore ed Arcesilao: dieci delle navi erano comandate da Arcesilao.
Arcesilao non sopravvisse a lungo al fratello Protoenore, ucciso presso le navi da Polidamante. Egli cadde, infatti, trafitto dalla lancia di Ettore, appena ripresosi da un colpo vibratogli da Aiace Telamonio: la presenza dell'eroe troiano incoraggiò gli animi dei suoi uomini i quali, sostenuti da Apollo, si avventarono contro gli Achei mettendoli in fuga. Nella medesima battaglia che seguì al ritorno di Ettore perse la vita anche Clonio, altro capitano beota, ucciso da Agenore.
Il corpo di Arcesilao venne abbandonato da Ettore ancora armato, essendo l'eroe troppo indaffarato nell'incalzare gli Achei in fuga verso le loro navi: il figlio di Priamo consigliò inoltre ai suoi uomini di non depredare nessun altro morto, rimandando tale compito alla notte successiva:
(Commento di Ettore ai soldati troiani. Omero, Iliade, libro XV, versi 347-351. Traduzione di Rosa Calzecchi Onesti)
In realtà il corpo di Arcesilao venne rinvenuto dagli Achei e tributato degli onori degni di un eroe. Le ceneri del duce vennero raccolte e riportate in Beozia dal compagno Leito (l'unico dei duci beoti sopravvissuto) il quale, come tramanda Pausania, le pose sotto un tumulo sulle sponde del fiume Ercina.
Secondo un'altra versione, Arcesilao venne ucciso a Troia da Ettore contemporaneamente al fratello.

## Curiosità
Ad Arcesilao è intitolato l'asteroide troiano 20961 Arkesilaos.

## Omonimi
Arcesilao è anche il nome del figlio terzogenito di Ulisse e Penelope.

### Fonti
- Omero, Iliade, libro II, verso 495; libro XV, versi 329-330.
- Igino, Fabulae, 97.

### Moderna
- Omero, Iliade, seconda edizione, Torino, Einaudi, 1990, ISBN 978-88-06-17694-5. Traduzione di Rosa Calzecchi Onesti
- Vincenzo Monti, Iliade di Omero, nona edizione, Aroldo Mondadori, 2007, ISBN 978-88-04-53902-5. Traduzione di Manara Valgimigli e Carlo Muscetta